# Philotheca coccinea
Philotheca coccinea är en vinruteväxtart som först beskrevs av Charles Austin Gardner, och fick sitt nu gällande namn av Paul G. Wilson. Philotheca coccinea ingår i släktet Philotheca och familjen vinruteväxter. Inga underarter finns listade i Catalogue of Life.